# معركة نيجاباتيم (1782)
قالب:Campaignbox Anglo-French War (1778–83)
كانت معركة نيجاباتيم (1782) (بالإنجليزية: Battle of Negapatam)‏ الثالثة في سلسلة المعارك التي خاضها كل من الأسطول البريطاني، تحت قيادة نائب الأميرال السير إدوارد هيوز، والأسطول الفرنسي، تحت قيادة بيلي دي سوفرين، قبالة سواحل الهند في 6 يوليو 1782 خلال الحرب الإنجليزية الفرنسية. كانت المعركة غير حاسمة، إلا أن هيوز أحبط مُحاولات سوفرين في هدفه وانسحب إلى كودلور، في حين ظل البريطانيون يسيطرون على نيجاباتيم.